# Yomar Rocha
Yomar René Rocha Rodríguez (ur. 21 czerwca 2003 w Beni) – boliwijski piłkarz występujący na pozycji prawego obrońcy, reprezentant Boliwii, od 2021 roku zawodnik Bolívaru.